# Intel-Core-M-Serie
Die Core-M-Serie ist eine Serie von x86-Mikroprozessoren des Halbleiterherstellers Intel, erschienen ab dem 3. Quartal 2014
Die Prozessoren der Serie basieren auf der Broadwell- und seit 2015 auch auf der Skylake-Mikroarchitektur und sind speziell für den Einsatz in sehr energiesparenden, lüfterlosen Geräten wie Tablets und 2-in-1-Notebooks gedacht. Damit lösen sie die Ultra-Low-Power Core-i-CPUs mit Haswell-Mikroarchitektur (Haswell-Y) ab.

## Technisches

### Broadwell
Die TDP der Core-M-CPUs mit Broadwell-Mikroarchitektur liegt standardmäßig bei 4,5 W, kann aber von den Geräteherstellern zwischen 3,5 W und 6 W frei konfiguriert werden. Die TDP liegt damit bei 33 bis 40 Prozent der von Haswell-Y-CPUs.
Die Transistoranzahl stieg im Vergleich zu Haswell-Y von 0,96 auf 1,3 Milliarden, aufgrund der 14-nm-Fertigung verkleinerte sich das Die von 131 auf 82 mm². Zudem unterstützt die integrierte Grafikeinheit HD Graphics 5300 nun OpenCL 2.0 sowie DirectX 11.2. Die Anzahl an Execution-Units steigt im Vergleich zu Haswells HD 4200 von 20 auf 24.

### Skylake
Die TDP der Core-M-CPUs mit Skylake-Mikroarchitektur liegt standardmäßig ebenfalls bei 4,5 W. Die maximale TDP liegt mit 7 W jedoch 1 W höher als bei den Broadwell-Modellen. Die minimale TDP liegt bei den m5- und m7-Modellen bei 3,5 W, beim m3-Modell bei 3,8 W.
Die integrierte Grafikeinheit HD Graphics 515 soll im Vergleich zur HD 5300 ca. 40 Prozent schneller sein und unterstützt neu OpenGL 4.4 sowie DirectX 12.0.

### Kaby Lake
Die beiden stärkeren neuen Prozessoren auf Basis der Kaby Lake Architektur wurden vom Namensschema an die Core-i-Serie angeglichen. Diese Prozessoren werden aber trotzdem in dieser Liste aufgeführt, weil sie technisch immer noch zur Core-M-Serie gehören.
Die technischen Daten haben sich gegenüber Skylake nur minimal verändert. Durch einen verbesserten Fertigungsprozess konnten die Taktraten bei gleicher TDP leicht angehoben werden. Außerdem kann der neue Videoprozessor in der HD 615 die Codecs HEVC im Main10 Profil mit 10 bit Farbtiefe sowie VP9 hardwarebeschleunigt en- und decodieren.

## Modelle
Die ersten drei Modelle Core M-5Y10, 5Y10a und 5Y70 wurden im September 2014 veröffentlicht, aber  bereits nach wenigen Wochen wegen eines Fehlers wieder eingestellt. Daraufhin veröffentlichte Intel im Oktober vier neue Modelle.
Im September 2015 stellte Intel vier neue auf der Skylake-Mikroarchitektur basierende Modelle vor. Neu werden die Core-M-CPUs, ähnlich der Core-i-Serie, in Core-m3, Core-m5 und Core-m7 unterteilt.
Alle Prozessoren besitzen zwei Speicherkanäle.
| Modell- nummer | Mikro- architektur | Sockel  | Kerne/ Threads | Cache     | Cache | Prozessortakt Base (Max. Turbo) | IGP          | IGP                      | Integrierter Speicher- Controller | TDP   | Einfüh- rungs- datum | sSpec- Nummer |
| Modell- nummer | Mikro- architektur | Sockel  | Kerne/ Threads | L2        | L3    | Prozessortakt Base (Max. Turbo) | Modell (EUs) | Standardtakt (Turbotakt) | Integrierter Speicher- Controller | TDP   | Einfüh- rungs- datum | sSpec- Nummer |
| -------------- | ------------------ | ------- | -------------- | --------- | ----- | ------------------------------- | ------------ | ------------------------ | --------------------------------- | ----- | -------------------- | ------------- |
| Core M-5Y10    | Broadwell          | BGA1234 | 2 / 4          | 2× 256 KB | 4 MB  | 800 MHz (2 GHz)                 | HD 5300 (24) | 100 MHz (800 MHz)        | LPDDR3- 1333/1600 DDR3L- 1600     | 4,5 W | 2014 Q3              | SR217         |
| Core M-5Y10a   | Broadwell          | BGA1234 | 2 / 4          | 2× 256 KB | 4 MB  | 800 MHz (2 GHz)                 | HD 5300 (24) | 100 MHz (800 MHz)        | LPDDR3- 1333/1600 DDR3L- 1600     | 4,5 W | 2014 Q3              | SR218         |
| Core M-5Y10c   | Broadwell          | BGA1234 | 2 / 4          | 2× 256 KB | 4 MB  | 800 MHz (2 GHz)                 | HD 5300 (24) | 300 MHz (800 MHz)        | LPDDR3- 1333/1600 DDR3L- 1600     | 4,5 W | 2014 Q4              | SR23C         |
| Core M-5Y31    | Broadwell          | BGA1234 | 2 / 4          | 2× 256 KB | 4 MB  | 900 MHz (2,4 GHz)               | HD 5300 (24) | 300 MHz (850 MHz)        | LPDDR3- 1333/1600 DDR3L- 1600     | 4,5 W | 2014 Q4              | SR23G         |
| Core M-5Y51    | Broadwell          | BGA1234 | 2 / 4          | 2× 256 KB | 4 MB  | 1,1 GHz (2,6 GHz)               | HD 5300 (24) | 300 MHz (900 MHz)        | LPDDR3- 1333/1600 DDR3L- 1600     | 4,5 W | 2014 Q4              | SR23L         |
| Core M-5Y70    | Broadwell          | BGA1234 | 2 / 4          | 2× 256 KB | 4 MB  | 1,1 GHz (2,6 GHz)               | HD 5300 (24) | 100 MHz (850 MHz)        | LPDDR3- 1333/1600 DDR3L- 1600     | 4,5 W | 2014 Q3              | SR216         |
| Core M-5Y71    | Broadwell          | BGA1234 | 2 / 4          | 2× 256 KB | 4 MB  | 1,2 GHz (2,9 GHz)               | HD 5300 (24) | 300 MHz (900 MHz)        | LPDDR3- 1333/1600 DDR3L- 1600     | 4,5 W | 2014 Q4              | SR23Q         |
| Core m3-6Y30   | Skylake            | BGA1515 | 2 / 4          | 2× 256 KB | 4 MB  | 900 MHz (2,2 GHz)               | HD 515 (24)  | 300 MHz (850 MHz)        | DDR3L- 1600 LPDDR3- 1866          | 4,5 W | 2015 Q3              | SR2EN         |
| Core m5-6Y54   | Skylake            | BGA1515 | 2 / 4          | 2× 256 KB | 4 MB  | 1,1 GHz (2,7 GHz)               | HD 515 (24)  | 300 MHz (900 MHz)        | DDR3L- 1600 LPDDR3- 1866          | 4,5 W | 2015 Q3              | SR2EM         |
| Core m5-6Y57   | Skylake            | BGA1515 | 2 / 4          | 2× 256 KB | 4 MB  | 1,1 GHz (2,8 GHz)               | HD 515 (24)  | 300 MHz (900 MHz)        | DDR3L- 1600 LPDDR3- 1866          | 4,5 W | 2015 Q3              | SR2EG         |
| Core m7-6Y75   | Skylake            | BGA1515 | 2 / 4          | 2× 256 KB | 4 MB  | 1,2 GHz (3,1 GHz)               | HD 515 (24)  | 300 MHz (1000 MHz)       | DDR3L- 1600 LPDDR3- 1866          | 4,5 W | 2015 Q3              | SR2EH         |
| Celeron 3965Y  | Kaby Lake          | BGA1515 | 2 / 2          | 2× 256 KB | 2 MB  | 1,5 GHz                         | HD 615 (24)  | 300 MHz (850 MHz)        | DDR3L- 1600 LPDDR3- 1866          | 6 W   | Q2'17                | SR3GG         |
| Pentium 4410Y  | Kaby Lake          | BGA1515 | 2 / 4          | 2× 256 KB | 2 MB  | 1,5 GHz                         | HD 615 (24)  | 300 MHz (850 MHz)        | DDR3L- 1600 LPDDR3- 1866          | 6 W   | Q1'17                | SR34B         |
| Pentium 4415Y  | Kaby Lake          | BGA1515 | 2 / 4          | 2× 256 KB | 2 MB  | 1,6 GHz                         | HD 615 (24)  | 300 MHz (850 MHz)        | DDR3L- 1600 LPDDR3- 1866          | 6 W   | Q2'17                | SR3GA         |
| Pentium 4425Y  | Kaby Lake          | BGA1515 | 2 / 4          | 2× 256 KB | 2 MB  | 1,7 GHz                         | HD 615 (24)  | 300 MHz (850 MHz)        | DDR3L- 1600 LPDDR3- 1866          | 6 W   | Q1'19                | SRD24         |
| Core m3-7Y30   | Kaby Lake          | BGA1515 | 2 / 4          | 2× 256 KB | 4 MB  | 1,0 GHz (2,6 GHz)               | HD 615 (24)  | 300 MHz (900 MHz)        | DDR3L- 1600 LPDDR3- 1866          | 4,5 W | Q3'16                | SR2ZY         |
| Core m3-7Y30   | Kaby Lake          | BGA1515 | 2 / 4          | 2× 256 KB | 4 MB  | 1,0 GHz (2,6 GHz)               | HD 615 (24)  | 300 MHz (900 MHz)        | DDR3L- 1600 LPDDR3- 1866          | 4,5 W | Q1'17                | SR347         |
| Core m3-7Y32   | Kaby Lake          | BGA1515 | 2 / 4          | 2× 256 KB | 4 MB  | 1,1 GHz (3,0 GHz)               | HD 615 (24)  | 300 MHz (900 MHz)        | DDR3L- 1600 LPDDR3- 1866          | 4,5 W | Q1'17                | SR346         |
| Core i5-7Y54   | Kaby Lake          | BGA1515 | 2 / 4          | 2× 256 KB | 4 MB  | 1,2 GHz (3,2 GHz)               | HD 615 (24)  | 300 MHz (950 MHz)        | DDR3L- 1600 LPDDR3- 1866          | 4,5 W | Q3'16                | SR2ZX         |
| Core i5-7Y54   | Kaby Lake          | BGA1515 | 2 / 4          | 2× 256 KB | 4 MB  | 1,2 GHz (3,2 GHz)               | HD 615 (24)  | 300 MHz (950 MHz)        | DDR3L- 1600 LPDDR3- 1866          | 4,5 W | Q1'17                | SR345         |
| Core i5-7Y57   | Kaby Lake          | BGA1515 | 2 / 4          | 2× 256 KB | 4 MB  | 1,2 GHz (3,3 GHz)               | HD 615 (24)  | 300 MHz (950 MHz)        | DDR3L- 1600 LPDDR3- 1866          | 4,5 W | Q1'17                | SR33Y         |
| Core i7-7Y75   | Kaby Lake          | BGA1515 | 2 / 4          | 2× 256 KB | 4 MB  | 1,3 GHz (3,6 GHz)               | HD 615 (24)  | 300 MHz (1050 MHz)       | DDR3L- 1600 LPDDR3- 1866          | 4,5 W | Q3'16                | SR2ZT         |
| Core i7-7Y75   | Kaby Lake          | BGA1515 | 2 / 4          | 2× 256 KB | 4 MB  | 1,3 GHz (3,6 GHz)               | HD 615 (24)  | 300 MHz (1050 MHz)       | DDR3L- 1600 LPDDR3- 1866          | 4,5 W | Q1'17                | SR33X         |
| Core m3-8100Y  | Amber Lake         | BGA1515 | 2 / 4          | 2× 256 KB | 4 MB  | 1,1 GHz (3,4 GHz)               | HD 615 (24)  | 300 MHz (900 MHz)        | DDR3L- 1600 LPDDR3- 1866          | 5 W   | Q3'18                | SRD23         |